# Velmiro Ayala Gauna
Velmiro Ayala Gauna (Corrientes, 22 de marzo de 1905 – Rosario, 29 de mayo de 1967) fue un escritor, músico, docente y periodista argentino. De su vasta obra se recuerdan sobre todo los cuentos policiales del comisario Frutos Gómez, una versión folklórica del detective intelectual de veta holmesiana; el personaje gozó de gran popularidad, llevándose a la radio y el cine, y granjeó fama a su autor.

## Juventud
Ayala Gauna, nacido en Corrientes, provenía de familia de la provincia de Santa Fe. Estudió magisterio, y a los 19 años abandonó su ciudad natal para afincarse en la localidad santafesina de Rufino, donde fundaría la escuela nocturna para la educación de adultos. Al año siguiente se trasladaría a Santa Fe, convocado para enseñar en el Liceo Militar General Belgrano, en el cual ejercería como director de estudios hasta 1930.
Sería tras su mudanza a Rosario en este último año en que daría mayor espacio a su vocación como escritor. Promotor de la formación continua de las clases trabajadoras, contribuyó a la fundación de bibliotecas populares, y comenzó a desarrollar actividad como periodista. Escribió prolíficamente para varios medios, y a través de la emisora radial LT8 Radio Rosario desarrolló el programa Sendas de la Patria (programando música folklórica). Músico aficionado él mismo, compuso la banda sonora de la película Viejo barrio, dirigida por Isidoro Navarro ) A la vez desarrolló una intensa actividad como educador, siendo parte del comité fundador de la Universidad Popular de la Zona Sury luego director de la misma.
En 1929 nace su sobrino Alcides Lanza (1929-2024), a quien introdujo a la música y las bellas artes. Él se dedicaría a la composición profesionalmente, siendo uno de los compositores de música académica contemporánea más importantes de la Argentina.

## Ayala Gauna escritor
La temática folklórica sería también el eje de su obra literaria; en 1944 publicó su primer libro, el ensayo histórico-cultural La selva y su hombre, en el que recopilaba fábulas e historias mitológicas de la región correntina. En 1950 editaría Litoral, que obtuvo el premio Mesopotamia de la Comisión Nacional de Cultura, y en 1952 Rivadavia y su tiempo. Abordó la ficción a partir de este último año, con la publicación de los Cuentos correntinos, que marcaría el inicio de su etapa más prolífica. Cuentos correntinos volvió a granjearle el premio Mesopotamia, y sus obras vieron la luz en numerosas revistas. En 1953, año de su matrimonio, publicó Otros cuentos correntinos, La semilla y el árbol y Teatro de lo esencial.
En 1955 publicó su obra más ambiciosa, la novela Leandro Montes, y más ficción breve recogida como Cuentos y cartas de correntinos y Los casos de don Frutos Gómez, donde introdujo al más exitoso de sus personajes. El género policial gozaba de gran vigor en la Argentina de entonces, gracias sobre todo a la colección Séptimo Círculo, dirigida por Jorge Luis Borges; el gran escritor había hecho de su fascinación con las fórmulas hermenéuticas del género —formulada con bastante precisión teórica en Leyes de la narración policial, de 1933— un impulso colectivo para la narrativa nacional y americana en general, introduciendo a autores juzgados menores hasta entonces y estimulando el juego con las fronteras clásicas del policial.
Marcadamente influido por la tradición simenoniana del aspecto humano de la investigación, don Frutos Gómez es un sensato y prosaico representante de la ley; su sentido común contrasta con la meticulosidad infructuosa de su ayudante, un cabo formado en los medios modernos de investigación en la ciudad, a quien desespera la falta de medios en el remoto pueblecito correntino donde ha sido destinado. El sentido del humor y la fina ironía de la narrativa, aunada a la crítica nacionalista a la seducción de los modelos procedimentales y culturales importados tout court de Europa, causaron sensación; la revista Vea y Lea reprodujo con frecuencia las historias del comisario en sus páginas y el director de cine ítaloargentino Catrano Catrani llevó la obra al cine con el nombre de Alto Paraná, con Ubaldo Martínez como Gómez y un jovencísimo Carlos Gómez como el cabo Leiva.
En los años siguientes daría a la imprenta Paranaseros (1957), Don Frutos Gómez, comisario (1960), el tercer volumen de Cuentos correntinos (1964), la obra de teatro ¿De qué color es la piel de Dios? (1964) y Provinciano y del interior (1965). En 1961 Rubén W. Cavalloti realizó una premiada segunda parte fílmica de las historias del comisario, titulada Don Frutos Gómez. Su actividad radial fue más intensa en estos años, adaptando sus cuentos al formato radiofónico y conduciendo varios programas de temática folklórica.
En 1967 falleció, apenas cumplidos los 62 años de edad.